# السهل الساحلي الجنوبي

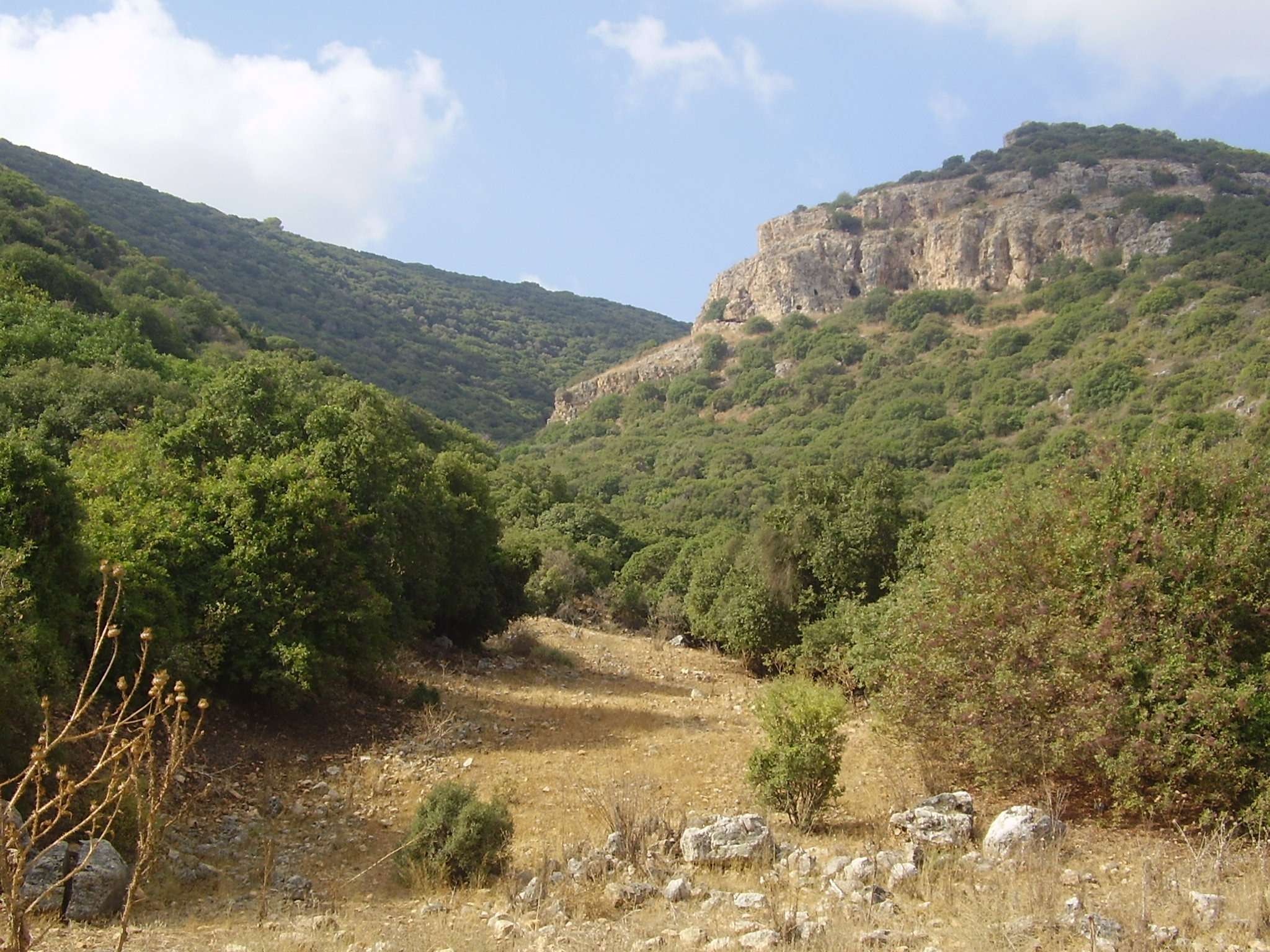
جبل الكرمل، شمال السهل الساحلي الجنوبي.

يبدأ من جبل الكرمل (مدينة حيفا) شمالاً حتى مدينة رفح جنوباً وبين المرتفعات الفلسطينية شرقاً والبحر المتوسط غرباً.
تبلغ مساحته 3220كم مربع، وطوله 182كم. هو متسع في الجنوب حوالي 50كم في منطقة غزة ويضيق بالاتجاه شمالاً ليشرف جبل الكرمل على البحر المتوسط، أي أنه يأخذ شكل المثلث الذي قاعدته في الجنوب.
مستوى الأرض يتفاوت ما بين مستويات قريبة من سطح البحر ومستويات ترتفع أكثر من 200م. مُعظم المستويات تتراوح ما بين 35م إلى 100م عن سطح البحر. 
يرجع تكوين السهل الساحلي إلى إرسابات عصر البليستوسين القادمة من مرتفعات فلسطين، واختلطت هذه الترسبات الكلسية بالطمي الذي حملته الأودية والأنهار وألقت بها في السهل الساحلي ليختلط بما جاءت به التيارات البحرية القادمة من الجنوب من رمال وطين. 
تكثر فيه الكثبان الرملية شبه المتحركة خاصةً في جزئه الجنوبي حيث يصل ارتفاعها إلى 70 متراً عن مستوى سطح البحر، ويرجع تكون الكثبان الرملية إلى أودية سيناء ونهر النيل حيث تحمل التيارات البحرية هذه الرمال وتقذفها على شواطئ غزة وعسقلان ويافا.
تتواجد في السهل الساحلي تلال كركار والتي يتراوح ارتفاعها بين (150-600) م، وهي عبارة عن أشرطة متوازية تصل إلى سبعة، تحصر بينها منخفضات عبارة عن سهول خصبة بها التربة الرملية الحمراء.
يتميز الجزء الواقع جنوب جبل الكرمل بصخوره الجرداء، الناتج عن تقدم جبل الكرمل نحو البحر.
إقليم السهل الساحلي لا يزال يمر في بدور التكوين حتى الوقت الحاضر، مستمداً مكوناته من إرسابات بحرية وبرية، مما أدى إلى ارتفاع منسوب اليابس نتيجة هذه الإرسابات، كما يتعرض اليابس والبحر لعملية رفع بنائية باطنية.
تسود عده أنواع من التراب التي نقلتها المياه الجارية فوق منحدرات المرتفعات الجبلية:
- تربة البحر المتوسط الحمراء (التيراروسا) المشتقة من الصخور الكلسية.
- تربة اللوس في الأجزاء الجنوبية من السهل الساحلي وهي تربة منقولة بفعل الرياح ولونها أصفر وخالية من المواد العضوية.

تتوفر في إقليم السهول الساحلية المياه الجوفية والمياه السطحية ممثلة في الأنهار والأودية والتي تصب في البحر المتوسط وهي من الجنوب إلى الشمال:

## وادي غزة
يُعتبر من أكبر الأحواض المائية في فلسطين بعد نهر الأردن وتصل مساحته 3390 كم2، وتغطي شبكة تصريفه المائي أجزاء واسعة من صحراء النقب وجنوبي الخليل. ومن روافده بئر السبع والخالصة والشريعة والشلالة ويصل تصريفه المائي إلى 20 مليون متر مكعب.

## وادي الحسي
وهو من أودية قطاع غزة ويبدأ من مرتفعات الخليل ويمر بشمال النقب ليصل إلى بيت حانون ويتجه شمالاً ليلتقي مع رافده الرئيسي ليتجها غرباً ليصب في البحر المتوسط جنوب عسقلان.

## نهر صقرير
ينبع من مرتفعات فلسطين ويصب شمال ميناء أسدود ويرفده وادي السنط.

## نهر روبين
من روافده وادي الصرار ويصب في البحر المتوسط على بعد 11كم جنوب مدينة يافا.

## نهر العوجا
ثاني أنهار فلسطين تصريفاً للمياه ويصب في البحر المتوسط شمالي يافا في تل أبيب، وترفده مجموعة من الأودية مثل: الوادي الكبير (المصرارة) وقلقيلية والأشقر وحريرة وبه نبع رأس العين من أكثر ينابيع فلسطين تصريفاً للمياه بعد نبع تل القاضي.

## نهر الفالق
يصب في البحر المتوسط شمال قرية حرم سيدنا علي.

## نهر أسكندرونة
يصب في البحر المتوسط على بعد 11 كم شمال مدينة قيسارية.

## نهر المفجر
ويسمى نهر الخضيرة ويصب على بعد 4 كم جنوب مدينة قيسارية.

## نهر الزرقاء
ويُعرف باسم التمساح، ويصب في البحر المتوسط على بعد 10 كم جنوب مدينة الطنطورة.

## وادي الطنطورة
يصب في البحر المتوسط على بعد 3 كم جنوب مدينة الطنطورة.

## مناخ السهل الساحلي
- ينتمي إلى مناخ البحر المتوسط.
- المتوسط السنوي لدرجة الحرارة 19م5.
- تتراوح درجة الحرارة مابين 13م5 في فصل الشتاء و26 م5 في الصيف ولذلك قلما يحدث صقيع أو موجات حارة تؤثر على الزراعة.
- متوسط الرطوبة ما بين 65%-70% في معظم أيام السنة.
- معدلات الأمطار تتراوح ما بين 250ملم في الجنوب وحوالي 800ملم في الشمال وبخاصة على منحدرات جبل الكرمل.

## أهم المدن
من المدن التي يشتهر بها السهل الساحلي الجنوبي هي من الجنوب إلى الشمال:
| - رفح - خان يونس - دير البلح - غزة - عسقلان | - يافا - اللد - الرملة - تل أبيب | - الخضيرة - قلقيلية - طولكرم - قيسارية |

## النشاط الاقتصادي
- ترجع أهمية إقليم السهل الساحلي إلى وجود ميناء أسدود وغزة ويافا، وهي من الموانئ الرئيسية في البلاد والتي ساعدت على تطور البلاد اقتصادياً.
- وساعدت على تمركز الصناعات بقربها لسهولة الإستيراد والتصدير.
- ويتركز فيها أغلب سكان فلسطين وتعتبر من المناطق الأكثر ازدحاماً في فلسطين.
- ويشتغل سكانها بالسياحة لتوفر ساحل البحر المتوسط قليل التعريج وكثير الرمال التي شجعت الحركة السياحية.
- ويتميز إقليم السهل الساحلي بتوفر التربة الخصبة والمياه الجوفية، مما شجع على قيام الزراعة فيه واشتغال السكان في هذه المهنة وخاصة زراعة الحمضيات والخضراوات.
- كما تتوفر في هذا الإقليم شبكة مواصلات جيدة، تربطه بباقي البلاد.[2]

## مصدر
1. ↑  روبين – الصرار (نهر) | الموسوعة الفلسطينية نسخة محفوظة 14 يوليو 2020 على موقع واي باك مشين.
2. ↑   https://web.archive.org/web/20170326204747/http://site.iugaza.edu.ps/ashaqfa/files/2011/10/فلسطين-الطبيعية-جديد.doc. مؤرشف من الأصل في 2017-03-26. {{استشهاد ويب}}: الوسيط |title= غير موجود أو فارغ (مساعدة)